# تيري مور (فنان قصص مصورة)
تيري مور (بالإنجليزية: Terry Moore)‏ (و. 1954  م) هو فنان قصص مصورة، وروائي أمريكي، ولد في هيوستن.